# 安田裕
安田 裕（やすだ ひろし、1981年4月29日 - ）は、日本の男性俳優。スーパー・エキセントリック・シアター所属。山口県出身。

## 出演作品

### ドラマ
- 相棒 Season 5
- RUNNER'S HIGH
- プロゴルファー花
- ショートピース

### テレビアニメ
- 家庭教師ヒットマンREBORN!（モレッティ、大山牛雄）
- 遊☆戯☆王5D's（志崎）

### 海外ドラマ
- MACGYVER/マクガイバー（ウィルト・ボーザー〈ジャスティン・ハイアーズ〉）

### OVA
- テニスの王子様 Original Video Animation ANOTHER STORY 〜過去と未来のメッセージ（氷帝元部長）

### 舞台
- ロックミュージカル『BLEACH』
  - ロックミュージカル『BLEACH』再炎
  - ロックミュージカル『BLEACH』The Dark of The Bleeding Moon
  - ロックミュージカル『BLEACH』Live 卍解Show code 001
  - ロックミュージカル『BLEACH』No Clouds in the Blue Heavens
- かまいたちの夜 〜THE LIVE〜[1]

### ネット配信
- AKBホラーナイト アドレナリンの夜 第38話「見知らぬ家族」（2016年2月18日、ビデオパス・テレ朝動画）